# Перджине Валдарно
Пѐрджине Валда̀рно (на италиански: Pergine Valdarno) е малко градче в централна Италия, община Латерина Перджине Валдарно, провинция Арецо, регион Тоскана. Разположено е на 361 m надморска височина.